# Moulotte
Moulotte ist eine französische Gemeinde mit 87 Einwohnern (Stand 1. Januar 2022) im Département Meuse in der Region Grand Est (bis 2015 Lothringen).

## Geografie
Die Gemeinde Moulotte liegt am Longeau, einem Nebenfluss des Yron zwischen der etwa 25 Kilometer entfernten Stadt Verdun im Westen und der rund 35 Kilometer entfernten Stadt Metz im Osten. Die nordöstliche Gemeindegrenze bildet auch die Grenze zum Département Meurthe-et-Moselle.
Nachbargemeinden von Moulotte sind Villers-sous-Pareid im Norden, Allamont im Nordosten, Labeuville im Osten und Südosten sowie Harville im Südwesten und Westen.

## Bevölkerungsentwicklung
| Jahr      | 1962 | 1968 | 1975 | 1982 | 1990 | 1999 | 2006 | 2019 |
| Einwohner | 56   | 77   | 67   | 59   | 76   | 75   | 81   | 93   |

## Verkehrsanbindung
Moulotte liegt nahe der Autoroute A4, die wenige Kilometer nördlich verläuft.